# 대학 병원
대학 병원(大學病院, 영어: university hospital)은 교육 병원(敎育病院, 영어: teaching hospital)의 역할을 하는 중추 기관으로서 의과 대학 또는 의학 대학원에 부속되어 있는 병원이다.

## 개요
3차 의료 기관으로서 법에 정해진 시설을 갖추고 1차, 2차 의료 기관에서 치료할 수 없는 병을 치료한다. 또한 의과 대학이나 의학 대학원 학생들의 실습 병원으로서 의사를 양성한다. 인턴, 레지던트 등의 수련을 담당하는 의사 역할도 한다. 환자들에게는 중한 병을 치료하는 곳으로, 지역 사회에는 대표적인 공공 기관으로 인식된다.
의학·치과학부가 설치된 대학에는 교수와 학생의 연구·학습·실습 등을 목적으로 부속병원을 설치하고 있으며, 또 반드시 설치하여야 한다. 그러나 대학병원이라는 명칭의 병원이 반드시 교수와 학생의 연구·학습을 위한 기관만은 아니다.
대학병원을 찾는 환자의 입장에서 보면 질병을 치료해주는 의료기관이므로 교육기관이라는 일면과 의료기관이라는 일면을 아울러 가진다. 1973년 2월에 전문개정된 의료법 제3조는 종합병원을 "의사 및 치과의사가 의료를 행하는 곳으로서, 입원환자 100인 이상을 수용할 수 있는 시설을 갖추고 진료과목이 적어도 내과· 일반외과· 소아과· 산부인과· 진단방사선과· 마취과· 임상병리과 또는 해부병리과· 정신과(대통령령이 정하는 규모 이상의 병상을 가진 경우에 한한다.) 및 치과가 설치되어 있고 각과마다 필요한 전문의를 갖춘 의료기관을 말한다."고 규정하고 있으므로 대학병원도 그러한 법적 기준에 따르는 제반 시설을 갖추면 종합병원으로서 존립할 수 있다.
그러나 대학병원이 교수와 학생의 연구·학습·실습 목적을 달성하려면 많은 임상실험을 가져야 하기 때문에 단순히 종합병원 기준 정도의 병원으로는 미흡하며 시설이 500침상 정도는 되어야 한다는 것이 전문가의 견해이다. 그러므로 세계의 대학병원은 대형화되어가고 있다. 대학병원이 대형화됨에 따라 운영에도 커다란 변혁이 일어나고 있다.
즉, 대학병원이 가지는 교육기관으로서의 대학에 대한 예속성과 의료기관으로서의 독립성이라는 이율성이 대학병원의 규모·확대에 따르는 관리·운영상의 문제를 제기하고 있다. 대학병원은 대학과 긴밀한 연계성을 가지되, 병원으로서의 독립된 운영체를 가져야 한다는 것이 역시 전문가의 견해이며, 1,000여 침상을 가진 서울대학교병원이 서울대학교에서 독립하여 공사(公社)로서의 운영체를 가지게 된 것도 그러한 세계적인 추세의 하나이다.

## 같이 보기
- 대한민국의 병원 목록
- 병원
- 교육 병원 (수련 병원)